# Ramesseum

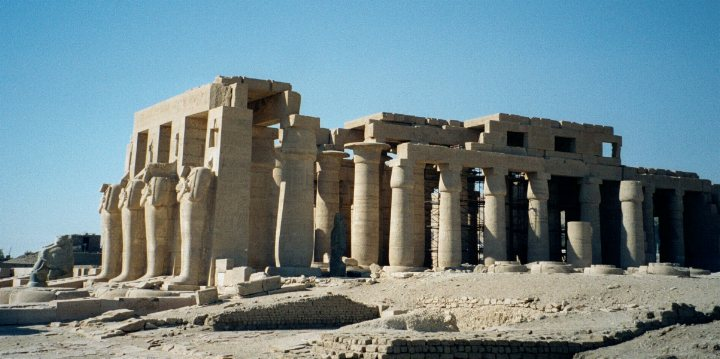
Ramesseum

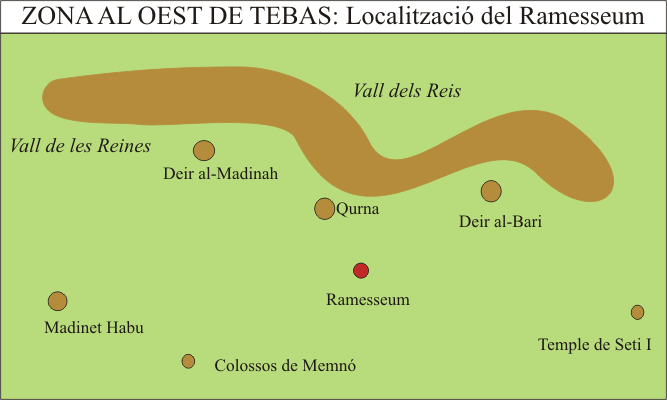
Localització del Ramesseum a la zona a l'oest de Tebes

El Ramesseum és el nom donat des del 1829 al temple mortuori de Ramsès II, situat a l'oest de Luxor, entre el temple de Seti I al nord-oest, i el palau de Malkatta al sud-oest, enmig d'una impressionant sèrie de temples dels quals cal destacar:
- Temple de Seti I
- Temple de Tuthmosis III (temple mitjà; hi ha un altre temple més petit al costat del temple d'Hatshepsut, i un de més gran al sud-oest)
- Temple de Siptah
- Temple d'Amenhotep II
- Temple de Tuthmosis IV
- Temple de Tawosret
- Temple de Meremptah
- Temple de Tuthmosis I
- Temple d'Amenhotep III
- Temple d'Amenhotep (fill d'Hapu)
- Temple de Tuthmosis III (el temple gran)

El temple de Ramsès II està entre els d'Amenhotep II i el de Tuthmosis IV. Fou bastit en un període de 20 anys sobre un temple anterior de Seti I. Te semblances arquitectòniques amb el temple d'Abu Simbel i amb el temple mortuori de Ramsès III a Madinet Habu.

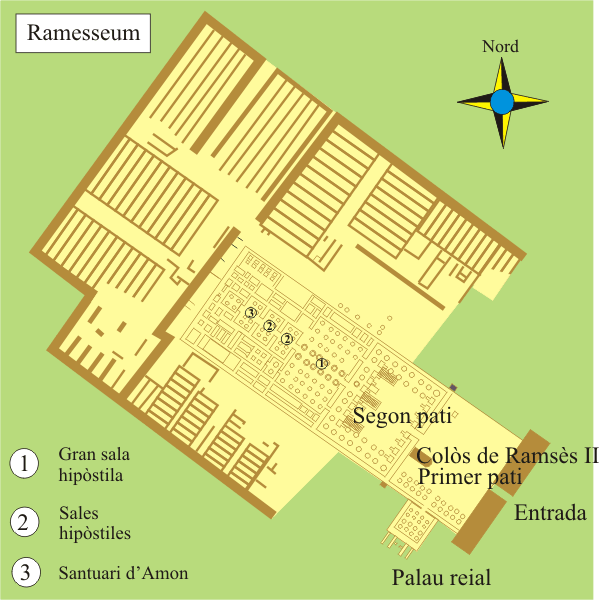
Plànol del Ramesseum

Actualment, només una petita part resta conservada. Fou construït com un dels que els egipcis anomenaven castells de milions d'anys, de nom Usermatre Setepenre, que unia Ueset (Luxor) amb els dominis del déu Amon. El nom de Ramesseum li fou donat per Jean-François Champollion el 1829. Els constructors foren Penre (arquitecte de Coptos) i Amenemone (d'Abidos).
L'edifici principal fou el del culte funerari del rei amb una sala hipòstila al costat. Els pilons estan decorats amb escenes de la batalla de Qadesh o Kadesh. Hi ha estàtues osíriques de Ramsès. A la façana interior, hi ha una escena de la conquesta de la fortalesa síria de Dapur.
Entre les restes conservades, hi ha part d'un palau reial i magatzems, graners i un petit temple dedicat a la mare de Ramsès, Tuia, i a la seva dona Nefertari.
Hi ha també una tomba d'un sacerdot amb instruments per a la màgia i texts religiosos.
Al front de les ruïnes, hi ha la base dels colossos de Ramsès que mesuraven 17 metres d'altura, però que no s'han conservat senceres i els trossos estan repartits per museus. Cada estàtua pesava mil tones i es va fer amb una sola pedra portada des d'Assuan.